# CZ-2000
CZ-2000(チェコ語：Česká zbrojovka - 2000)はチェコスロバキアのCZ-UBにて1990〜91年に開発されたモジュラーシステムを含む自動小銃である。

## 開発
当時のチェコスロバキアはワルシャワ条約機構に属していたため5.45×39mm弾を使用しソビエト連邦にAK-74のライセンス料を支払って配備する必要があったが、チェコスロバキアはそれを拒否し独自でVz. 58を代替する目的で5.45×39mm弾を使用する自動小銃を開発した。開発はCZ-UBにて1986年に始まり1990年にはラダ(Lada)として開発が完了した。ラダはCZ-2000の前身モデルに当たる。
ラダの開発後1991年にワルシャワ条約機構が解散した影響でNATOに接近し、使用弾薬を東側の5.45×39mm弾から西側の5.56×45mm NATO弾に変更し再設計した。開発作業は1990〜91年に行われその5.56×45mm NATO弾を使用するAKはCZ-2000と名称が与えられた(2000という数字はこれが2000年という新時代の銃器。という意味合いがある)。CZ-2000はCZ-UBにて量産されチェコ陸軍に採用される予定だったが、費用の問題やNATOへの接近によってAK系統の自動小銃の需要が低迷してしまい採用はされなかった。1999年にチェコがNATOに加盟した後も輸出を視野に入れた開発が続けられていたが失敗に終わり、2007年にCZ-2000に開発は完全に中止された。
開発されたCZ-2000はM16A2と比較試験をした結果フルオートでの射撃精度はM16A2よりも優れていたもののセミオートの射撃精度はM16A2よりも明らかに悪かった。

## 構成
CZ-2000はモジュラーシステム自動小銃で、最も一般的な歩兵向け自動小銃モデルから382mmの延長された銃身を取り付けることで二脚の取り付けが可能になり軽機関銃として運用でき、185mmの銃身とAKS-74Uに似た短縮ハンドガードを取り付ければカービンとして運用できる。共通のレシーバーを利用してバリエーションを展開できるモジュラー設計は訓練の簡略化や費用の削減などの利点がある。
CZ-2000は従来AKセレクターを廃止しておりレシーバー左側面に親指操作可能な小型セレクターを備えている。CZ-2000はセミオートとフルオートに加えて3点バーストで射撃できる。セレクターは後方から前方へセミオート(1の表記)、セーフティ(0の表記)、3点バースト(3の表記)、フルオート(30の表記)の順に並んでいる。
CZ-2000は半透明のポリマー製30連マガジン(本体のみ重量：0.17kg)で給弾する。グリップは黒色のプラスチックで構成されており、銃床は金属製管状折りたたみ銃床を取り付けている。レシーバーは強化リブを備えたRPKレシーバーを使用しており、後端にはリング状のスリングスイベルを備えている。リアサイトはフロントトラニオン上からレシーバーカバー後端に移されており、精度が悪化しないよう部品間のスペースを狭めてしっかりと固定できるように変更されている(この影響でレシーバーの分解方法がスライドして取り外すよう変更された)。またリアサイトは金属線の保護パーツで挟まれておりトリチウム蛍光する暗所用サイトに切り替えることができる。
CZ-2000は6つのマガジンとマガジンポーチ、スリング、アイアンサイトの調整器具、クリーニングキット、クリーニングロッドが付属する。

## 派生型・試作型
前述した通り1986〜90年に開発されたAKベースの5.45×39mm弾を使用する自動小銃。CZ-2000とは異なりプレス製造された金属製のマガジンから給弾され、マガジンの保持方法もAKタイプのレバーではなく差し込むだけで保持されるタイプである。アイアンサイトはリアサイトの保護パーツがなく、フロントサイトも銃身上ではなくガス導入部上に設置している。

### カービン仕様
185mmの短縮銃身とAKS-74Uに似た短縮されたハンドガード、ラッパ型のフラッシュハイダーを備えている。この短縮銃身の影響でフロントサイトは銃身上からガス導入部に移動している。

### 小銃仕様
382mmの標準銃身を備えた最も一般的な仕様。バードケージ型のフラッシュハイダーを備えている。また他のモデルにはない着剣機能を備えている。

### 軽機関銃仕様
577mmの延長銃身を備えた軽機関銃および分隊支援火器仕様。小銃仕様と同様のフラッシュハイダーと二脚を備えている。また通常マガジンと他にドラムマガジンを使用する。

### CZ 805
※同様の名称を持っているCZ 805 "ブレン"とは名称以外の関連はない。
CZ-2000のカービン仕様の近代化仕様。アイアンサイトは廃止し、ハンドガード一体型の上下左右のピカティニーレールを取り付けたモデル。銃口にはラッパ型フラッシュハイダーではなく小銃仕様、軽機関銃仕様と同様のバードゲージ型フラッシュハイダーを取り付けている。